# 解池
解池（かいち、シエち、中国語: 解池（Xièchí）、英語: Xiechi Pool）は、中国山西省運城市塩湖区にある運城塩湖の中にある塩湖である。人が浮くことができるため、「中国の死海」と呼ばれている。河東塩池とも呼ぶ。
池の名前は同地の古い地名「解州」に由来する。なお、「解」の字はほとんどの北京語の辞書で「xiè」とされるが、現地では「hài」と発音する。現在、地元の山西省ではこの現地音を公式発音として国に認定させる動きがある。

## 概要
有害な藻類が大発生する藻類ブルームによって、色合いが変わる珍しい湖で、内陸にある硫酸ナトリウム塩湖としては世界で3番目に大きい。また、三国志の英雄、関羽の生まれ故郷としても知られている。

## 地理
ニトロ池、鴨池、淡水湖、無錫湖などで構成されている運城塩湖(154平方キロメートル)の中でも、解池は最大。 運城塩湖の狭義は、解池を指す。
解池は海抜321メートル、長さ20.8キロメートル、平均幅1.44キロメートル、面積97平方キロメートル。
湖沼地域の年間平均気温は13.6°C、年間平均降水量は559.3 mm、年間蒸発量は2550 mm。 解池周辺には多くの史跡があるが、現在は観光名所である。

## 歴史

### 形成
新第三紀ヒマラヤ構造運動中に形成されたという説と、新生代第四紀に形成されたという説がある。

### 古代
古代中国では、この池で塩が生産され、夏王朝はここに都をおいたとされている。唐の時代、都の長安へ塩を送っていた塩の道には、遺跡が点在している。長安の他に、洛陽にも解池の塩が供給されていた。しかし、南風の吹く夏から秋にしか、塩の結晶が採れなかった。封建社会では、かつて解池の塩税が国の歳入の8分の1を占め、中国国民の生存と繁殖に大きく貢献した。

### 近代
塩湖の汚染のため食用塩の生産は行われず、工業塩の生産が行われている。また観光地となって多くの観光客が押し寄せている。
2003年10月には南風グループが、解池を効果的に保護するために、「死海」、「深州死海」、「華夏死海」、「極東死海」、「三神死海」などの商標を申請し、2004年3月「死海」と「極東死海」と「三神」を正式に取得した。

## 観光

### 施設
周辺に塩水資源を利用した療養、娯楽施設などがある。その例として、解池の中央には浮遊体験や黒泥美容ができる大きなドームの中国死海リゾート施設がある。また、解池の北側にある池神廟は、解池の守り神として創建された。

### イベント
- 平遥国際写真展塩湖作品展[22]
- 全国冬の水泳の日（カラフルな塩湖）シリーズ[23]
- 運城塩湖湿地野鳥公益福祉写真展[24]

## 成分
湖の黒い泥には7種類の定数と16個の微量元素が含まれていて、湖の水は人体によって浄化され、湖の黒い泥は肌を若返らせることができる。

## 死海との類似点
地質学者の研究により、死海との類似点がいくつか証明された。
1. 2つの塩湖は同じ地質時代に形成されている。
2. 2つの塩湖は何千マイルも離れているが、同じ気候条件にある[19]。